# Cristián Leiva
Cristián Rodrigo Leiva Godoy (Papudo, Chile, 3 de marzo de 1976) es un exfutbolista y entrenador chileno. Jugaba de defensa y militó en diversos clubes de Chile. 

## Trayectoria

### Como jugador
Producto de las divisiones inferiores de Universidad de Chile, fue ascendido al primer equipo durante la temporada 1996. Ese mismo año, jugó los últimos minutos del partido de vuelta de la llave de cuartos final de la Copa Libertadores. Luego de la temporada 1997, el siguiente año firmó con Deportes Iquique de la Primera División, para en 1999 fichar por Deportes La Serena, formando parte del plantel que descendió a la Primera B la citada temporada.
El año 2001 defendió a Unión San Felipe, en el regreso del equipo del Aconcagua a la máxima división del fútbol chileno. Para 2003, firmó por Unión Española, pasando la temporada siguiente a Coquimbo Unido, en donde fue vicecampeón del Clausura 2005, tras perder ante su exquipo Unión Española. Luego de pasos por Huachipato, Deportes Antofagasta y un segundo paso por Unión San Felipe, a fines de 2008 se retira del fútbol.

### Como entrenador
Luego de su retiro en el fútbol, comenzó a dirigir las divisiones inferiores de la Universidad de Chile, luego fue parte del personal técnico de Jorge Sampaoli en los laicos y en la Selección Chilena como entrenador Sparring de los juveniles de ambos equipos, permaneció en la Selección Chilena como segundo ayudante técnico de los entrenadores Juan Antonio Pizzi y Reinaldo Rueda con el último renuncia del personal en septiembre de 2020.
Tras su renuncia a la selección, en el mismo septiembre es anunciado como nuevo entrenador de Deportes Iquique, con la misión de salvar al cuadro del descenso a la Primera B. Tras consumarse el descenso, además de una campaña regular en la Primera B, en julio de 2021 renuncia a la banca iquiqueña.

## Clubes

### Como jugador
| Club                 | País  | Año       |
| -------------------- | ----- | --------- |
| Universidad de Chile | Chile | 1996-1997 |
| Deportes Iquique     | Chile | 1998      |
| Deportes La Serena   | Chile | 1999-2000 |
| Unión San Felipe     | Chile | 2001-2002 |
| Unión Española       | Chile | 2003      |
| Coquimbo Unido       | Chile | 2004-2006 |
| Huachipato           | Chile | 2007      |
| Deportes Antofagasta | Chile | 2008      |
| Unión San Felipe     | Chile | 2008      |

### Como entrenador
Datos actualizados al 30 de julio de 2022.
| Club                      | País  | Año       | PJ | PG | PE | PP | Efectividad |
| ------------------------- | ----- | --------- | -- | -- | -- | -- | ----------- |
| Selección Sub-15 de Chile | Chile | 2017-2019 | 5  | 2  | 2  | 1  | 53.33%      |
| Selección Sub-17 de Chile | Chile | 2019-2020 | 6  | 1  | 0  | 5  | 16.67%      |
| Deportes Iquique          | Chile | 2020-2021 | 36 | 9  | 14 | 13 | 37.96%      |
| Total                     | Total | Total     | 42 | 10 | 14 | 18 | 34.92%      |
| Fuente                    |       |           |    |    |    |    |             |